# Cmentarz rzymskokatolicki w Zamchu
Cmentarz rzymskokatolicki w Zamchu – nekropolia rzymskokatolicka w Zamchu, utworzona na potrzeby miejscowej ludności katolickiej w 1919 r., użytkowana do dzisiaj.

## Historia i opis
Cmentarz założono w 1919 r. na terenie pocerkiewnym obok istniejących wcześniej cmentarzy: unickiego i prawosławnego. Z powodu nieuregulowanej sytuacji prawnej gruntów miejscową parafię katolicką erygowano dopiero w 1928 r.. W latach 50. cmentarz powiększono o część północno-zachodnią. Nekropolia jest wciąż czynna.
Na początku lat 90. na jego terenie znajdowało się ok. 20 kamiennych nagrobków sprzed 1945 r. Przede wszystkim krzyże łacińskie na wysokich postumentach bezpośrednio w ziemi i przy stellach, dekorowane płaskorzeźbami, spływami wolutowymi, płycinami ujętymi w pilastry i ornamentami roślinnymi. Występują również ludowe nagrobki o charakterze ludowym, malowane pobiałą.
Wyróżniają się: wspólna mogiła dwóch mieszkańców zamordowanych przez nazistów 28 marca 1942 r., mogiła żołnierzy oddziału Batalionów Chłopskich poległych pod Osuchami w trakcie akcji Sturmwind II. Wśród nich jest dowódca oddziału plut. Antoni Wróbel.
Na terenie cmentarza rosną brzozy, świerki, jesiony, robinie i lipy. Najstarsze lipy liczą ok. 90 lat i znajdują się wzdłuż wschodniej kwatery.